# Андреевский сельский совет (Кегичёвский район)
Андреевский сельский совет — входит в состав Кегичевского района Харьковской области Украины.
Административный центр сельского совета находится в селе Андреевка.

## История
- 1932 — дата образования.

## Населённые пункты совета
- село Андреевка
- село Землянки
- село Александровка